# トゥシビー
トゥシビーとは沖縄県および奄美群島の一部で伝統的に行われてきた賀の祝いである。年中行事、人生儀礼の一つで年祝い（トゥシユエー、トゥシヌユエー）とも称される。トゥシビーには2種類の異なる実施形態があり、地域や家庭によってどちらかが、あるいは両方が行われている。
トゥシビーの実施形態の1つはすべての人間を対象としたもので、毎年、旧暦の1月1日から12日（地域により13日迄行う場合もある）にかけて行われ、それぞれの家族の成員が、最初に回ってきた自身の干支の日に祝いを行うものである。これをマドゥトゥシビーという。たとえば辰年生まれの者がいた場合、旧暦正月から初めて最初の「辰の日」をその人物のトゥシビーとして祝うことになる。
もう１つは干支に則って12年周期で祝うもので、13・25・37・49・61・73・85・97と、自分自身の干支が巡ってくるたびに祝うものである。これをウフトゥシビーという。

## マドゥトゥシビー
マドゥトゥシビーとは旧暦の1月1日から1月13日にかけてその年の初の干支ごとに家族全員がそれぞれ自己の干支の日に祝うものである。
その儀礼の実施方法については地域や世帯によって差異がある。近年簡略化されているためだけではなく、もともと民間の行事であったため、正統とされる正しい作法はそもそも存在しない。他方で近年では、やってみたいが方法を教えてくれる人が周りにいないなどの需要から、マニュアルにあたるものが市販されるようになっている。
ここでは民俗学者の崎原恒新、恵原義盛の調査に基づき、与那原町板良敷地区の場合を儀礼の一例として紹介する。
板良敷では、夕方、台所にあるヒヌカン（火の神）に線香15本（このうち3本は夫方、12本は妻方の祖先に捧げるものとされる）を供え、ウチャートー（お茶を供えること）をする。そのあと、ソーミンイリチャー（素麺料理）一皿を供えて祈願する。次に仏壇に移動し、そこには線香12本（3本あるいは6本供える家もある）と茶、ソーミンイリチャーを供える。この一連の儀礼では家族一同が祈願するが、簡略化した場合にはヒヌカンに対してのみ行う場合もある。その場合には、その世帯の主婦だけが行うことが多い。この儀礼は現地の言葉でケンコーニガイ(健康願)、カラタウニゲー(身体御願)といわれ、無病息災など健康に関する祈願を目的としていると考えられる。

## ウフトゥシビー
ウフトゥシビーとは13・25・37・49・61・73・85・97歳と12年ごとに巡る干支を祝う儀礼で、世帯に該当する者がいた場合に限って実施される。祈願は年始めの初のその干支の日に合わせて行われるが、97歳のみは旧暦の9月7日に行い、これをカジマヤーという。板良敷地区では、ンマリドシ(生年)とも呼んでいる。一般的にウフトゥシビーの年は厄年とされており、それにあたった者にとっては多難な年となるとされている。したがって新築・移転など重大な決定は避けるべきだと考えられている。
13・25・61・73・85歳はいずれもその数にウユエー（お祝い）という言葉をつけて呼ぶが、49歳は「クワヌトゥグンジューヌウユエー」と呼ばれている。クワンヌトゥは9を意味し、グンジューは50を意味する。これは厄年である49歳を早く通り越し、50歳を迎えたいという願いがこめられている。
男女ともに25歳、37歳、49歳のウフトゥシビーは家族のみで行われ、61歳以上のウフトゥシビーからは、親戚・友人・近所を自宅に招き盛大に祝う。1950年代には、61歳以上のウフトゥシビーは公民館主催、合同祝賀会という形で行う風潮が広がった。ただし仏壇への祈願は従来通り各家で行われる習慣が続いている。

### ウフトゥシビー　年ごとの特徴

#### 13歳
13歳のトゥシビーは、大人の仲間入りとして祝うものであり、体の念願や幸運、立身出世を願うものとされている。なお女子の場合は、次のトゥシビー（25才）には嫁いでいることがあるため、しばしば実家での最初で最後の祝いとなることから、当人の女友達や親戚も招いて盛大に行う習慣があった。

#### 25歳・37歳
25歳・37歳のトゥシビーは、特別に祝う習慣はなく、祝いというよりも厄年の災難が無事に切り抜けられるようにと願立てをする方に重きが置かれている。古来より、この1年は災厄にかかりやすいため、カミや祖霊の加護にたより、すべてにおいて控えめに行動しなければならないとされている。

#### 49歳
49歳のトゥシビーは、老人の仲間入りと考えられた。また、この年は大厄とされ、特に運勢の良くない年だとする考えられた。

#### 61歳
61歳のトゥシビーは、この年を迎えられたことを稀とし、大きなお祝いを開く。また還暦になったとして祝う。しかし現在ではこの年になっても第一線で活躍している人も多いため、特別に祝宴を張る風潮が徐々に消え、トゥシビーの一つとして祈願で済ますことが増えている。

#### 73歳
73歳のトゥシビーは、長寿を祝うものである。しかしヒヌカンやトートーメー（位牌）への祈願のみで、家族で食事を行う程度特別に留め、祝宴を開くケースはあまりない。

#### 85歳
85歳のトゥシビーは、干支を7回りする年まで生きたことを祝い、大きな宴席を設ける。一方でこれ以上の長寿は稀であったため、近世以前はこれをもって人間世界とはお別れとし、これ以上の長命は子や孫の分まで生きるものとして嫌う考えもあった。

#### 97歳
97歳のトゥシビーはカジマヤーと呼ばれ盛大な祝宴が開かれる。長寿祝いの意味を持つ儀礼であるが、日本本土の還暦で高齢者に幼児の服装（赤い頭巾、ちゃんちゃんこ）を着せるのと同様、沖縄でもこの年齢になると人は童心に返るとされたため、子供のおもちゃであるカジマヤー（風車）を本人に持たせて祝う習慣があった。なおカジマヤーに限っては奄美にはほとんど見られない。